# Ammodytoides kimurai
Ammodytoides kimurai és una espècie de peix de la família dels ammodítids i de l'ordre dels perciformes.

## Morfologia
Els mascles poden assolir els 12,1 cm de longitud total.

## Distribució geogràfica
Es troba a les Illes Ogasawara (Japó).